# Lopezus autumnalis
Lopezus autumnalis is een insect uit de familie van de mierenleeuwen (Myrmeleontidae), die tot de orde netvleugeligen (Neuroptera) behoort. 
Lopezus autumnalis is voor het eerst wetenschappelijk beschreven door Krivokhatsky in 1990.